# 신해철의 쾌변독설
쾌변독설은 음악인 신해철을 전문 인터뷰어 지승호가 인터뷰 한 내용을 담은 책이다. 신해철은 이 책 준비를 위해 2007년 4월부터 9월까지 한 달에 한 두번씩 지승호와 만나 인터뷰를 가졌다. 인터뷰 날짜는 각 장의 마지막 페이지에 적혀있다.

## 저자
신해철
지승호
1966년 부산 출생으로, 전문 인터뷰어로 활동하면서 《쾌변독설》, 《괜찮다, 다 괜찮다》등 20여 권의 인터뷰집을 내놓았다.

## 차례
1. 머리말
2. 첫째날 (2007년 4월 19일)
  - 밴드 / 대한민국에서 음악을 한다는 것 / 그저 즐겨라 / 총체적 난국에서
3. 둘째날 (2007년 4월 24일)
  - 나 그리고 국가 / 다른 경험 / 누구와도 얘기할 수 있다 / 정치?아니다 / 연주가 끝난 후
4. 셋째날 (2007년 5월 3일)
  - 과소평가vs과대평가 / '그대에게'는 / N.EX.T 음악 권력을 손에 쥐다
5. 넷째날 (2007년 5월 12일)
  - 뮤직 바이 매스를 향해 / 오해받은 천재 / 일단 즐겨라 / 신해철식으로 / 직업병 / 난 O형이다 / 클래스론
6. 다섯째날 (2007년 6월 2일)
  - 우리가 만든 세상을 보라 / 일이 놀이다 / 결혼 / 부부 그리고 아이 / 죽음
7. 여섯째날 (2007년 8월 1일)
  - 존경한다, 이 사람들 / 핑크 플로이드를 보고싶다
8. 마지막날 (2007년 9월 14일)
  - 마음 흐르는 대로
9. 신해철의 사건·사고

## 주요 내용
신해철이 10여 년간 방송하던 라디오 프로그램 《고스트스테이션》에서 언급해왔던 내용들도 포함되어 있는데, 음악인 그리고 자연인으로서 신해철 본인의 이야기와 과거 정치 참여, 현대 사회의 이슈, 문화산업 전반에 대한 문제점 등 이외에도 다양한 주제의 질문에 대한 신해철의 대답을 엮어놓았다.

## 기사 인용
1. ↑  이데일리 (2008년 2월 14일). “신해철 입담, 책으로 만난다...'쾌변독설' 2월말 출간”. 이데일리.